# 로마 제국 원로원

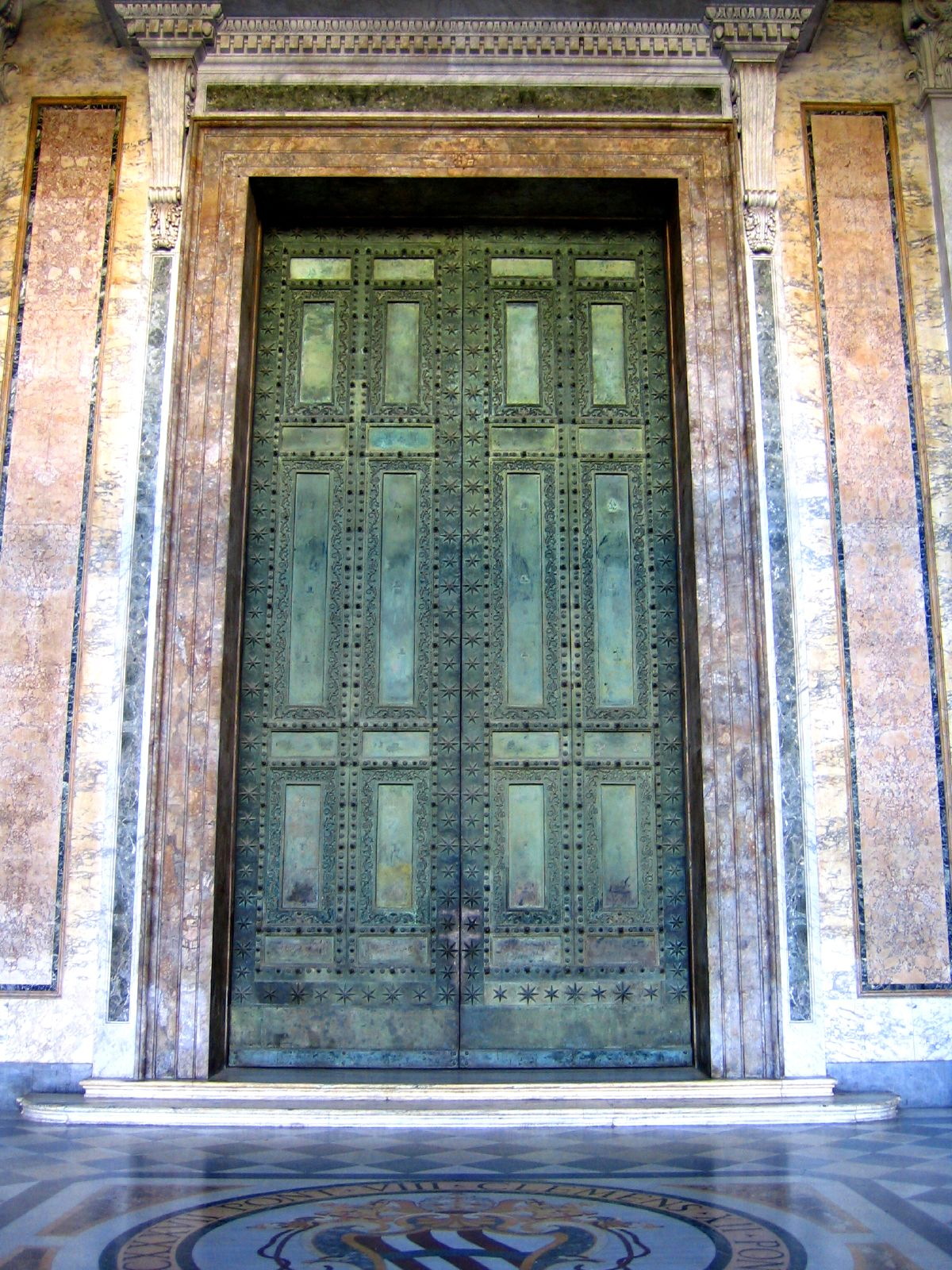
고대 로마의 원로원의 청동 문짝이 포로 로마노에서 옮겨져, 1660년에 복원이 되어 산조반니 인 라테라노 교회에 배치되었다.

로마 제국의 원로원은 로마 제국 시기의 원로원이다. 로마 공화국이 무너진 뒤, 헌법상의 권력의 균형이 로마 원로원에서 로마 황제에게로 옮겨졌다. 초대 황제 아우구스투스를 시작으로, 로마 황제와 원로원은 이론상으로는 동등한 정부 기구였다. 그러나 실제로 황제가 정부의 실질적 권한을 지니면서 제정 시기 원로원의 권한은 없는 것이나 다름없었다. 이에 따라, 원로원 입회권은 실제 권한보다는 명성과 사회적 위치를 바라던 이들이 많이 찾는 것이 되었다. 초기 황제들 시대에 입법권, 사법권, 선거권이 로마 민회에서 원로원으로 옮겨졌다. 그럼에도 황제가 원로원에 대해 완전한 장악력을 행사하면서, 원로원은 황제가 자신의 전제적 권한들을 행사하는 수단으로써 역할을 하는 데 그쳤다.

## 과정
초대 로마 황제 아우구스투스는 그의 양아버지 율리우스 카이사르가 900명까지 그 인원을 늘린 원로원을 물려받았다. 아우구스투스는 원로원의 규모를 줄이기를 바랐고, 원로원 의원들의 명단을 세 번의 개정 과정을 거쳐 줄여냈다. 이 개정 과정이 완료된 시기에, 원로원의 규모는 600명으로 줄어들었으며, 이때 이후로, 원로원의 규모가 극적으로 바뀐 적은 없다. 원로원의 규모를 줄이기 위해, 아우구스투스는 미천한 출신의 원로원 의원들을 쫓아냈고, 그 뒤에 그는 원로원 의원이 되는 법을 정해놓은 규범들을 개정하였다. 아우구스투스의 개혁이 이뤄지고 나서, 원로원 의원은 자유민 신분의 시민권자이어야만 했고, lex Julia de vi private 법에 해당하는 어느 범죄 행위에 대해 유죄 판결이 없어야 하며, 최소한 1,000,000 세스테르티우스만큼의 재산을 갖춰야 했다.
제정 시기에, 공화정 말기의 경우처럼, 재무관으로 선출되면 원로원 의원이 될 수 있었다. 그렇지만 제정 시기에, 원로원 의원 계급이어야 재무관직이 될 수 있는 유일한 방식이었고, 원로원 의원 계급이 되려면 원로원 의원의 아들이어야만 했다. 누군가가 원로원 계급이 아닐 경우, 원로원 의원이 될 수 있는 방식 두 가지가 존재했다. 첫 번째 방식에선 황제가 재무관직으로 선출하는 허가를 내려주는 것이었고, 두 번째는, 황제가 칙령(adlectio)을 내려 원로원에 임명시키는 것이었다.

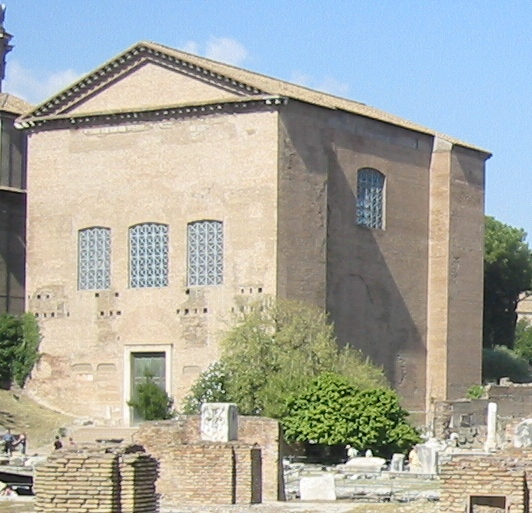
제정 시기 원로원이 있었던 포로 로마노의 쿠리아 율리아

아우구스투스의 lex Julia de senatu habendo 법의 통과로, 기원전 9년을 시작으로  원로원 의원들의 공식 명단 (album senatorium)이 유지되어 매년 개정되었다. 누군가가 최근에 원로원으로 들어가는 요건들을 만족시켰다면 명단에 들어가게 되고, 원로원 입회권을 유지하는 데 필수적 요건들을 유지하지 못할 경우 명단에서 제명되었다. 이 명단은 지위 순에 따라 의원들을 나열하였다. 황제는 항상 동료 의원들보다 우선적으로 나열되었고 그 뒤를 ‘집정관’ (최고 정무관)과 전직 집정관이 뒤따랐고, 그다음엔 "법무관" (그 다음 최고 정무관)과 전직 법무관들 순으로 이어졌다. 선출직 의원들의 임기는 지위를 결정할 때 고려되며, 선출직 원로원 의원들이 황제가 임명한 동일한 직위의 원로원 의원들보다 반드시 높이 쳐주는 것은 아니었다.
원로원 의원 계급 출신들은 모든 로마 시민권자들의 사교복인 토가 가장자리에 붉은색상의 자줏빛 넓은 줄무늬로 구분되었다.
제정 시기에, 원로원에 대해 황제가 지닌 권력이 절대적이었는데, 이는 부분적으로 황제가 종신직이었기 때문이었다. 원로원 회의 중에, 황제는 두 집정관 가운데에 앉았고, 보통은 의장 역할을 하였다. 제정 초기의 원로원 의원들은 관련 없는 사항에 대해 묻거나 원로원에 어떤 조치를 취할 것을 요구할 수 있었다. 고위 관직의 의원들이 하위 관직의 의원들보다 우선으로 발언을 했으며, 황제의 경우에는 언제든지 발언을 할 수 있었다. 황제와 집정관 외에, 법무관들도 원로원 회의의 의장을 주관할 수 있기도 했다.
원로원은 보통 칼렌드(매달 첫 번째 일)나 이데스(매달 15일쯤)에 쿠리아 율리아에서 모였으며, 9월과 10월에는 좀 더 계획된 회의가 잦았다. 그 밖의 회의들은 그때그때 열렸다. 아우구스투스 치세에, 정족수는 400명으로 맞춰졌으며, 이따금 과도한 의원 부재가 정족수에 필요한 원로원 의원 수를 줄이기도 했고, 어떤 경우에는, 정족수에 관한 규정들을 완전히 없애기도 하였다.
원로원에 발의된 법안의 대부분은 황제나 원로원 내 황제의 지지자들이 발의한 것들이었다. 초기 원수정 시기에, 아우구스투스와 티베리우스는 직접적으로 법안을 제안하는 대신에 사적으로 로비 활동을 하며 원로원에 자신들의 영향력을 숨기려는 의식적인 노력을 하였다. 황제의 허가 없이는 어느 의원도 정무관 직위에 선출되는 입후보가 될 수 없게 된 이후로는, 의원들은 보통 황제가 발의한 법안들에 대해서 반대 투표를 하지 않았다. 만일 원로원 의원이 법안에 대해 불찬성할 경우에, 보통은 법안이 투표에 붙여지는 날의 원로원 회의에 참석하지 않음으로써 자신의 불찬성 의사를 표했다. 어느 황제나 원로원의 활동들을 문서(acta senatus)로 엮을 법무관들을 택했는데, 이 문서에는 제안된 법안들, 공문들, 원로원에서 발표된 연설문의 요약문 등이 있었다. 이 문서는 기록 보관소에 보관되는 동시에, 문서의 일부는‘매일의 일’을 뜻하는 ‘악타 디우르나’라고 하는 문서로 발표되어 그 뒤에 대중들에게 알려졌다.
《히스토리아 아우구스타》(엘라가발루스편 4.2과 12.3)에 따르면, 황제 엘라가발루스는 그의 어머니 혹은 조모에게 원로원의 활동에 참여하도록 하였다고 한다. "그리고 엘라가발루스는 재위 시기에 여성이 원로원 계급에 속한 거같이 남성처럼 원로원에 참석했던 유일한 황제였다." (David Magie'의 번역). 또한 히스토리아 아우구스타에 따르면, 엘라가발루스는 세나쿨룸(senaculum)이라 하는 여성용 원로원을 설치했는데, 세나쿨룸은 의류, 전차 운전, 장신구 등에 관하여 기성 부인들에게 적용되는 법률을 제정했다 (엘라가발루스편 4.3 및 아우렐리아누스편 49.6). 이 이전에, 네로의 어머니인 소 아그리파가 커튼 뒤로 가려진 채 원로원의 활동을 ‘들었다’라고 타키투스가 전하였다(Annales, 13.5).

## 권한
고대 로마 민회가 제정 수립 이후에도 회의를 계속하는 한편, 이들의 권한들은 원로원으로 모두 이전되었고, 따라서 원로원의 칙령 (senatus consulta)들은 완전한 법적 효력을 얻었다. 제정 시기 원로원은 속주들에 대한 권한 정도를 유지하는 데 그치긴 했지만, 이들의 입법권은 재정 및 행정 속성의 주된 본질이었다. 원로원은 또한 축제 및 종교 행사를 관장하고, 특별한 훈장들을 수여하며, 누군가(보통은 황제)의 법적책임을 면해주고, 신전 및 대중 경기 대회를 관리하기도 하였으며, 조세법을 제정하기도 했다 (황제의 묵인이 있을 경우에만). 그렇지만, 국가 종교 행사 및 국가 토지에 대한 실질적 권한은 없었다.
제정 초기 동안에, 고대 로마 민회들이 가지고 있던 모든 사법권이 원로원으로 이전되었다. 예시로, 이때부터 원로원은 형사 재판에 대한 관할권을 지녔다. 이때 집정관이 관장하고, 원로원 의원들이 배심원단을 구성하며, 판결은 칙령 (senatus consultum)의 형태로 전해지는 한편, 판결은 상고가 되지 않고, 황제는 거부권 행사를 통해 유죄를 선고받은 이를 사면할 수 있었다. 원로원의 관할권에 있던 속주들마다 자기네들 만의 법정이 있었고, 집정관의 권고에 따라, 이 속주들의 법정 결정들은 원로원에 상고될 수도 있었다.
이론적으로, 원로원은 새로운 황제들을 선출했고, 동시에 민회와 함께, 새 황제에게 지휘권 (임페리움)들을 수여했을 것이다. 황제가 죽거나 퇴위하면, 원로원은 보통 그를 신격화했을 것이며, 이따금씩 죽은 황제가 존재하지 않았던 것처럼 로마에서 황제의 모든 흔적들을 없애내려는 칙령 (기록말살형)을 내리기도 했을 것이다. 티베리우스 황제는 민회의 모든 선출 권한들을 원로원으로 이전했고,, 동시에 이론적으로, 원로원은 새 정무관들을 선출했는데, 황제의 인가가 선출이 완료되기 앞서 항상 필요했다. 그렇지만 이런 사실이 있음에도, 선출 과정은 깊은 논쟁과 활발한 정쟁이 남아있었다.
베스파시아누스 (재위: 서기 69-79년) 치세 때, 원로원 의원들은 로마의 궁정 내 고위 관료 및 황제를 직접적으로 대표하는 속주의 통치자라는 높아진 지위를 부여받았다. 동시에, 기사 계급들은 초기 황제들이 자유민들에게 부여했던 행정직들에 종사했다. 원로원의 경우, 이 늘어난 책무는 조언을 제공하고 권한을 행사할 수 있는 늘어난 기회를 보장해주었다. 플라비우스 왕조가 무너진 시기에, 원로원은 네르바를 새 황제로 선출할 수 있었는데, 이는 제정 수립 후 원로원의 결정권이 작동했던 최초의 사례였다. 그어나, 마르쿠스 아우렐리우스 사후에, 후임 황제들이 원로원 의원들을 좀 더 적대시하게 되었고 덜 자주 원로원과 조언을 받으면서, 원로원은 더욱 중요성을 잃어갔다. 세베루스 왕조 시기에, 원로원 계급은 정부의 실질적인 업무에서 점차 배제되었는데, 기사 계급 및 황제의 관료 계층들에게 점차 이런 업무들을 빼앗겼다.
서기 300년 무렵, 디오클레티아누스 황제는 일련의 헌법적 개혁을 실시하였다. 이러한 개혁 중 하나로, 디오클레티아누스는 원로원의 이론적 동의 없이도 권력을 지닐 수 있는 황제의 권리를 주장하였고, 따라서 최고 권력의 보관인이라는 원로원의 지위를 앗아갔다. 디오클레티아누스의 개혁은 원로원이 독립적인 입법, 사법, 선출권을 지녔다고 하는 남아있던 환상을 끝내버리기도 했다. 그렇지만 원로원은 로마의 경기 대회에 대한 입법권과 원로원 계급에 대한 입법권을 유지하였다. 원로원은 반역 재판을 심리하는 권한, 황제의 허가 하에 일부  정무관들을 선출하는 권한도 역시 유지하였다. 로마 제국 말년에, 원로원은 에우게니우스의 사례처럼 이따금 자신들끼리 황제를 임명하려는 시도를 하기도 했는데, 에우게니우스는 이후에 테오도시우스 1세를 따르는 군대에 패하고 만다. 원로원은 퍼져가고 있는 기독교의 물결에도 불구하고 전통적인 로마 종교의 마지막 보루이기도 했으며, 콘스탄티우스 2세가 처음 치워버린 승리의 제단을 원로원 쿠리아에 되돌리도록 몇 차례 시도했다.

## 로마 제국 이후
서로마 제국 멸망 후, 로마의 원로원은 야만족 군주 오도아케르, 그 뒤로는 동고트 왕국을 세운 테오도리쿠스 대왕 치하에서 그 기능을 이어나갔다. 원로원의 권위는 원로원을 보호하기를 바랐던 야만인 지도자들 치세 동안 상당히 커졌다. 이 시기는 아니키(Anicii) 같은 저명한 원로원 가문의 성장이 두드러지는 동시에 원로원의 지도자인 프린켑스 세나투스가 야만인 지도자의 오른팔로서 활동했다.  테오도리쿠스 대왕과 아나스타시우스 1세 디코루스 황제는 교황 심마코를 지지했음에도, 원로원이 498년에 라우렌시오를 대립교황으로 세운 것으로 알려져 있다.
원로원과 야만인 정권의 평화로운 공존은 동고트왕 테오다하드가 유스티니아누스 1세에게 반기를 들고 원로원 의원들을 인질로 삼을 때까지 계속된다. 의원 몇 명이 552년에 동고트 왕 토틸라의 사망에 대한 복수로써 처형당하기도 했다. 로마가 제국 (비잔티움 제국)의 군대에 탈환된 뒤에, 원로원은 복구되었으나, 원로원 (고전 로마 시기처럼)은  비잔티움와 동고트 간의 오랜 전쟁으로 대단히 피해를 입었다. 많은 의원들이 살해당했고 동방으로 달아난 여러 의원들은  유스티니아누스 황제가 통과시킨 유리한 법률 덕에 그곳에 남기로 택했는데, 황제는 이탈리아에 있는 모든 원로원 업무들을 사실상 폐지시켰다. 이에 따라 로마 원로원의 중요성은 급속하게 떨어졌다. 578년 그리고 580년에 다시, 로마 원로원은 콘스탄티노폴리스로 대표단을 보내 신임 황제 티베리우스 2세 콘스탄티누스에게 선물로 금 3,000 파운드를 전하고 동시에  10년 전 이탈리아를 침입한 랑고바르드족에 대한 도움을 청하였다. 교황 그레고리오 1세는 593년의 설교(Senatus deest, or.18) 중에 원로원 계급의 거의 완전한 소멸과 저명한 기관의 쇠퇴에 관하여 슬퍼했다. 언제 서방에서 로마 원로원이 사라졌는지에 대해선 확실하게 알려진바 없으나, 603년에 원로원이 포카스 황제와 레온티아 황후의 새 조각상을 극찬했다라는 것이 그레고리오 기록에서 전해진다. 원로원은 교황 호노리오 1세가 쿠리아를 교회로 전환한 630년에는 해체된 것이 분명하다. 그렇지만 콘스탄티누스 1세 치세 때 설치된, 동로마 제국의 수도 콘스탄티노폴리스에도 원로원이 계속해서 있었다. 비잔티움 원로원은 역사에서 사라져버린 최소 14세기 중엽까지 존재했었다.

## 같이 보기
- 로마 왕정
- 로마 공화정
- 로마 제국
- 로마법
- 플레브스 민회
- 켄투리아
- 쿠리아
- 집정관
- 법무관
- 감찰관
- 재무관
- 조영관
- 독재관
- 마기스테르 에퀴툼
- 로마 원로원
- 쿠르수스 호노룸
- 비잔티움 원로원
- 폰티펙스 막시무스

## 참고 자료
- Abbott, Frank Frost (1901). A History and Description of Roman Political Institutions. Elibron Classics (ISBN 0-543-92749-0).
- Byrd, Robert (1995). The Senate of the Roman Republic. U.S. Government Printing Office, Senate Document 103-23.
- Cicero, Marcus Tullius (1841). The Political Works of Marcus Tullius Cicero: Comprising his Treatise on the Commonwealth; and his Treatise on the Laws. Translated from the original, with Dissertations and Notes in Two Volumes. By Francis Barham, Esq. London: Edmund Spettigue. Vol. 1.
- Lintott, Andrew (1999). The Constitution of the Roman Republic. Oxford University Press (ISBN 0-19-926108-3).
- Polybius (1823). The General History of Polybius: Translated from the Greek. By James Hampton. Oxford: Printed by W. Baxter. Fifth Edition, Vol 2.
- Taylor, Lily Ross (1966). Roman Voting Assemblies: From the Hannibalic War to the Dictatorship of Caesar. The University of Michigan Press (ISBN 0-472-08125-X).

## 추가 참고 도서 목록
- A. Cameron, The Later Roman Empire, (Fontana Press, 1993).
- M. Crawford, The Roman Republic, (Fontana Press, 1978).
- E. S. Gruen, The Last Generation of the Roman Republic (U California Press, 1974)
- Ihne, Wilhelm. Researches Into the History of the Roman Constitution. William Pickering. 1853.
- A. Lintott, The Constitution of the Roman Republic (Oxford University Press, 1999)
- F. Millar, The Emperor in the Roman World, (Duckworth, 1977, 1992).
- Mommsen, Theodor. Roman Constitutional Law. 1871-1888
- Richard J.A. Talbert, The Senate of Imperial Rome (Princeton: University Press, 1994)
- Tighe, Ambrose. The Development of the Roman Constitution. D. Apple & Co. 1886.
- Von Fritz, Kurt. The Theory of the Mixed Constitution in Antiquity. Columbia University Press, New York. 1975.
- Cambridge Ancient History, Volumes 9–13.

### 1차 사료
- Cicero's De Re Publica, Book Two
- Rome at the End of the Punic Wars: An Analysis of the Roman Government; by Polybius 보관됨 2007-02-05 - 웨이백 머신